# Табівере (волость)
Та́бівере (ест. Tabivere vald) — волость в Естонії, одиниця самоврядування в повіті Йиґевамаа з 12 грудня 1991 по 25 жовтня 2017 року.

## Географічні дані
Площа волості — 201 км2, чисельність населення на 1 січня 2017 року становила 2195 осіб.

## Населені пункти
Адміністративний центр — селище Табівере (Tabivere alevik).
На території волості також розташовувалися 24 села (küla):
Вагі (Vahi), Валґма (Valgma), Волді (Voldi), Еліствере (Elistvere), Иванурме (Õvanurme), Кайавере (Kaiavere), Кайтсемийза (Kaitsemõisa), Кассема (Kassema), Кидукюла (Kõduküla), Киннуйие (Kõnnujõe), Кирендузе (Kõrenduse), Кооґі (Koogi), Кярксі (Kärksi), Лілу (Lilu), Маар'я-Маґдалеена (Maarja-Magdaleena), Отслава (Otslava), Патасте (Pataste), Райґаствере (Raigastvere), Рейну (Reinu), Сепа (Sepa), Сортсі (Sortsi), Тормі (Tormi), Угмарду (Uhmardu), Юула (Juula).

## Історія
12 грудня 1991 року Табівереська сільська рада була перетворена у волость зі статусом самоврядування.
22 червня 2017 року Уряд Естонії постановою № 104 затвердив утворення нової адміністративної одиниці шляхом об'єднання територій волості Табівере та волостей зі складу повіту Тартумаа: Лаева, Пійріссааре і Тарту. Новий муніципалітет отримав назву волость Тарту. Зміни в адміністративно-територіальному устрої, відповідно до постанови, мали набрати чинності з дня оголошення результатів виборів до волосної ради нового самоврядування.
15 жовтня 2017 року в Естонії відбулися вибори в органи місцевої влади. Утворення волості Тарту набуло чинності 25 жовтня 2017 року. Волость Табівере вилучена з «Переліку адміністративних одиниць на території Естонії».